# Gentiana bambuseti
Gentiana bambuseti är en gentianaväxtart som beskrevs av T.Y.Hsieh, T.C.Hsu, S.M.Ku och C.I Peng. Gentiana bambuseti ingår i släktet gentianor, och familjen gentianaväxter. Inga underarter finns listade i Catalogue of Life.